# Politecnico di Shanghai Due
Il Politecnico di Shanghai Due (上海第二工业大学S) è un'università pubblica per gli studi di ingegneria. Rilascia i titoli accademici di primo e secondo livello di laurea magistrale.